# Мрежичко (община Кавадарци)
Вижте пояснителната страница за други значения на Мрежичко.
Мрежичко (на македонска литературна норма: Мрежичко) е село в Северна Македония, в община Кавадарци.

## География
Селото е разположено в северните склонове на Нидже, южно от град Кавадарци.

## История

### В Османската империя
В XIX век Мрежичко е село в Рожденска нахия, Тиквешка каза на Османската империя. Според статистиката на Васил Кънчов („Македония. Етнография и статистика“) от 1900 година селото има 425 жители българи християни и 6 арнаути християни.
Цялото християнско население на селото е под върховенството на Българската екзархия. По данни на секретаря на екзархията Димитър Мишев („La Macédoine et sa Population Chrétienne“) в 1905 година в Мрежичко (Mrejitchko) има 320 българи екзархисти и работи българско училище.
По данни на българското военно разузнаване в 1908 година:
| „ | Мрежечко [има] около 70 къщи, беден чифлик. | “ |

При избухването на Балканската война в 1912 година един човек от Мрежичко е доброволец в Македоно-одринското опълчение.

### В Сърбия, Югославия и Северна Македония
След Междусъюзническата война в 1913 година селото попада в Сърбия.
Селската църква „Свети Димитър“ е от ХХ век. Представлява трикорабна сграда без живопис. Иконостасните икони са дело на руски майстор, а в църквата има и няколко икони от ХІХ век.
По време на българското управление във Вардарска Македония в годините на Втората световна война, Асен хаджи Йорданов от Ваташа е български кмет на Мрежичко от 1 септември 1941 година до 17 ноември 1942 година. След това кметове са Васил В. Пуздерлиев (10 септември 1941 20 октомври 1942 - 4 март 1943) и Анастас Ст. Баджуков от Ново село (13 август 1943 - 16 декември 1943).